# La ciudad sin hombres
La ciudad sin hombres (título en inglés: The Girl from Rio, lit. 'La chica de Río'; título en alemán: Die sieben Männer der Sumuru, lit. 'Los siete hombres de Sumuru') es una película de espías y ciencia ficción de 1969 dirigida por Jess Franco y protagonizada por Shirley Eaton, Richard Wyler, George Sanders y Maria Rohm. Escrita y producida por Harry Alan Towers, la película sigue a una tribu de mujeres amazónicas que, dirigidas por su reina, atacan a hombres ricos como parte de un plan a largo plazo para conquistar el mundo. Una coproducción entre Alemania Occidental, España y los Estados Unidos, la película es una secuela de El millón de ojos de Sumuru (1967) y está basada en el personaje Sumuru de Sax Rohmer. Sin embargo, el personaje de Sumuru es llamado en la película en varias oportunidades «Sumitra» o «Sununda».

## Argumento
El agente secreto Jeff Sutton llega a Río de Janeiro con 10 millones de dólares y se ve envuelto en una guerra entre Sir Masius, un mafioso británico, y la megalómana Sumuru. Desde su ciudad secreta, «Femina», Sumuru reúne un ejército de mujeres con las que planea conquistar el mundo. Masius, con la esperanza de encontrar a Femina y robar las riquezas de Sumuru, intenta usar a Sutton como su peón. Finalmente, Sutton lidera un escuadrón de helicópteros en un ataque a Femina. Sabiendo que está derrotada, Sumuru elige destruir Femina en lugar de dejar que Masius se quede con su riqueza. Sutton apenas logra salir de Femina antes de que se autodestruya, presumiblemente matando tanto a Sumuru como a Masius. Sin embargo, la película concluye mostrando a Sumuru a bordo de un barco que sale de Río, junto con un grupo de mujeres que aparentemente son sus seguidoras.

## Reparto
- Shirley Eaton como Sumuru (aparece en los créditos finales como Sumitra).
- Richard Wyler como Jeff Sutton.
- George Sanders como Sir Masius.
- Maria Rohm como Leslye.
- Herbert Fleischmann como Carl.
- Marta Reves como Ulla Rossini.
- Elisa Montés como Irene.
- Walter Rilla como Ennio Rossini.
- Beni Cardoso como Yana Yuma.
- Valentina Godoy como Amazona.

## Producción
Además de Harry Alan Towers, Bruno Leder y Franz Eichhorn aparentemente también coescribieron el guion. Sin embargo, Eichhorn no es nombrado en los créditos de la versión alemana, mientras que Leder no aparece en los de la versión española.

## Estreno
La ciudad sin hombres se estrenó en Alemania Occidental el 14 de marzo de 1969. En España recién se estrenó el 20 de marzo de 1972 y fue vista allí por 314 662 visitantes.

## Recepción
Una película de acción laboriosamente construida y puesta en escena de manera amateur que se mantiene laboriosamente con interludios sexuales.
Lexikon des internationalen Films

Absurda mezcla de acción y sexo. ¿[Película de] culto? ¡Disparates!
Cinema

Superthriller moderado con un giro sádico y perverso. Superfluo.
Evangelischer Filmbeobachter